# Райымбек батыра (станция метро)
«Райымбек батыра» (каз. Райымбек батыр / Raiymbek batyr) —1-я станция Алма-Атинского метрополитена. Конечная станция Линии A. Следует за станцией «Жибек Жолы». 
Станция расположена под проспектом Назарбаева севернее проспекта Райымбека в Жетысуском районе.

## История и происхождение названия
Открытие станции произошло 1 декабря 2011 года в составе первого пускового участка Алма-Атинского метрополитена «Райымбек батыра» — «Алатау».
Своё название получила в честь Райымбек батыра. В проекте имела название «Октябрьская».

## Вестибюль и пересадки
Входы-выходы в южный подземный вестибюль расположены на каждом углу перекрестка проспекта Нурсултана Назарбаева и проспекта Райымбека. Ещё два входа-выхода из северного вестибюля расположены по двум сторонам проспекта Назарбаева. 
Наиболее востребованным по состоянию на 2018 год является южный вестибюль. С вводом эстакады над железнодорожными путями, которая соединит проспект Назарбаева и улицу Жансугурова северный вестибюль станет частью крупного пассажирского узла.
Несмотря на то, что сама станция географически расположена в Жетысуском районе города, по одному выходу на севернее проспекта Райымбека находятся в Алмалинском и Медеуском районах.

## Техническая характеристика

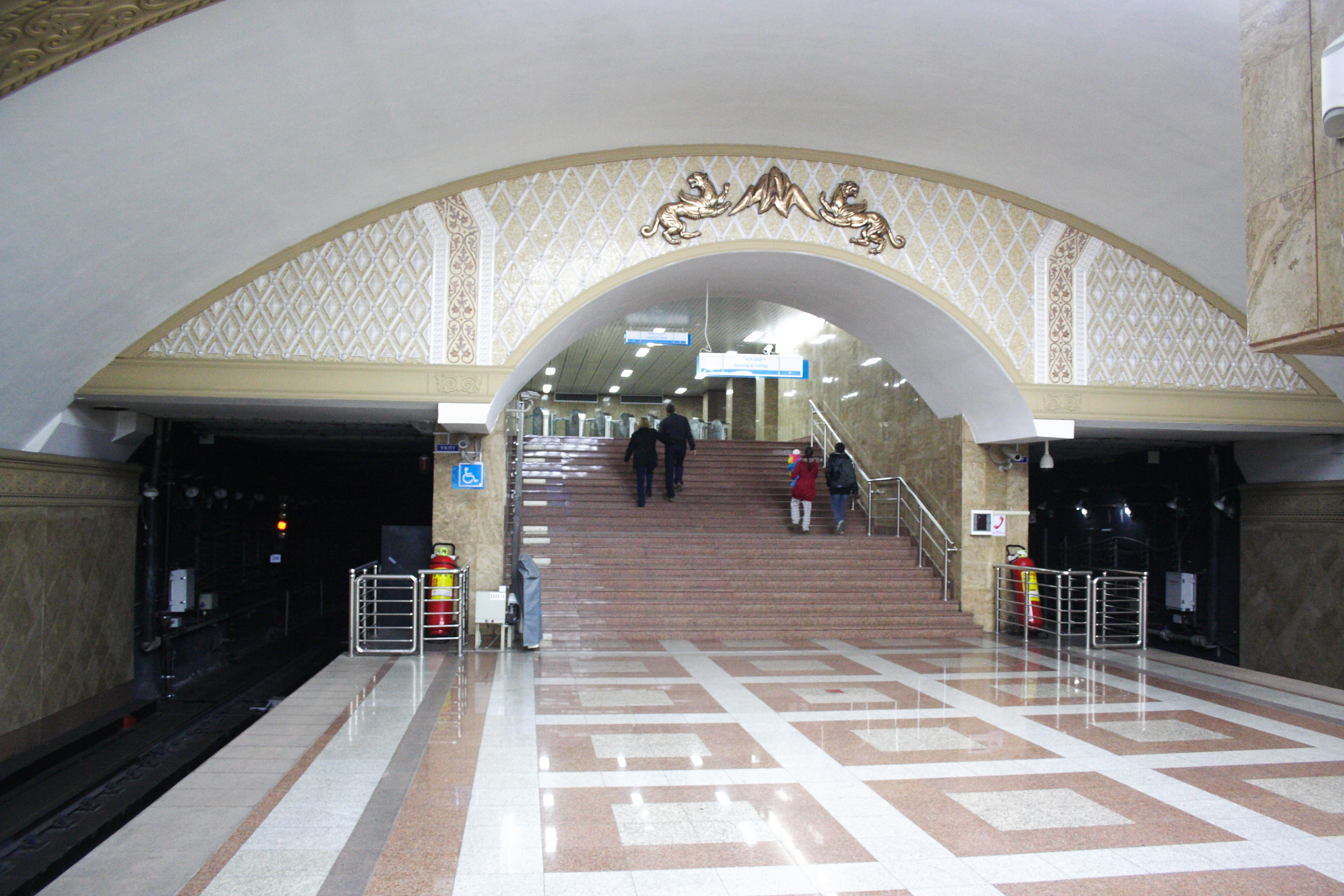
Выход в северный вестибюль

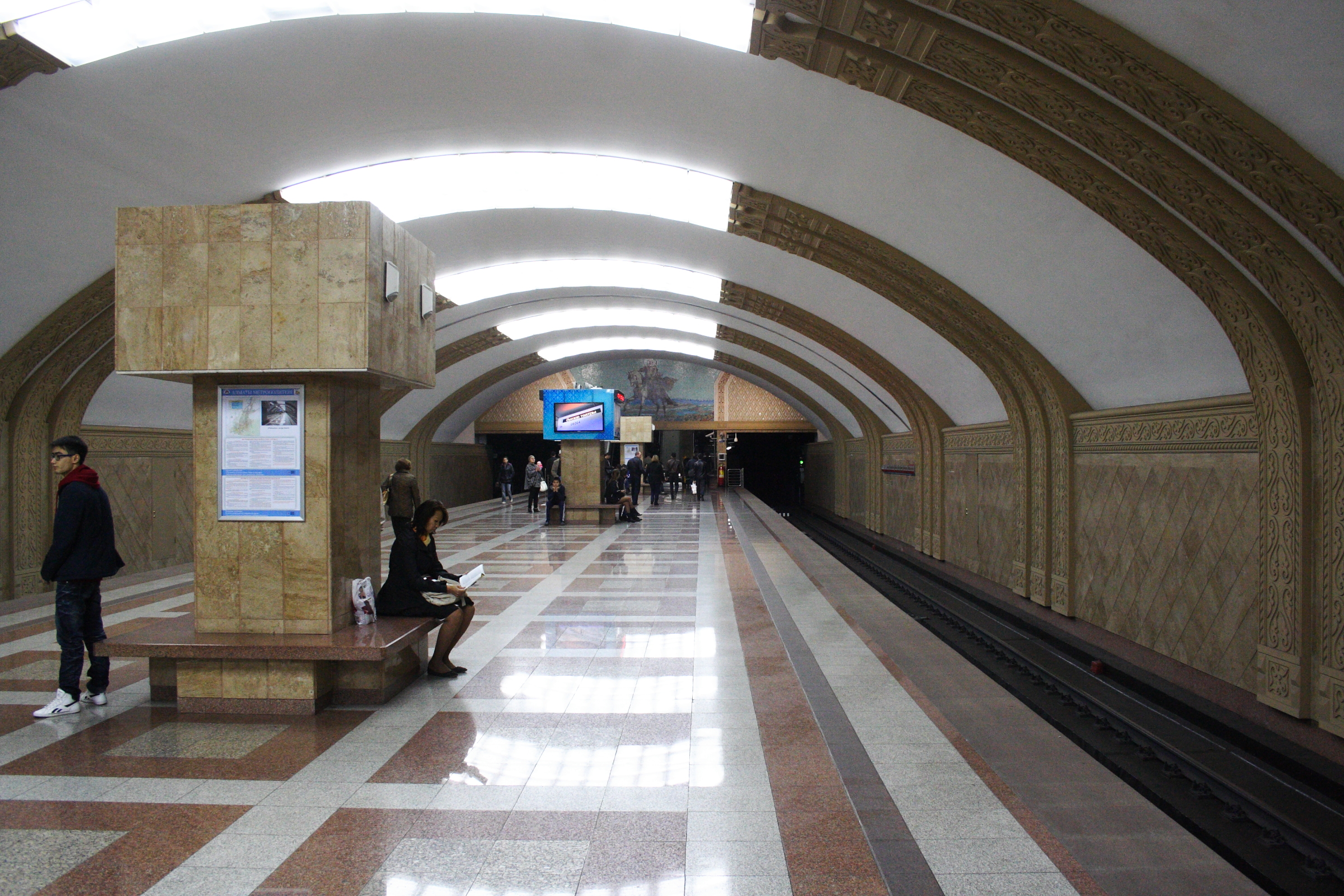
Вид на станцию

Односводчатая станция мелкого заложения (глубина заложения 9 м). Сооружена открытым способом в котловане. Станция имеет одну островную платформу шириной — 10 м, длиной — 104 м.
За станцией находятся оборотные тупики, продолжением которых является ветка в депо.
Дизайн выполнен в духе совмещения древнего с современностью. На стенах изображены национальные узоры и наскальные рисунки. Над выходами в вестибюли расположены мозаики с изображением панорамы города (южный вестибюль) и Райымбек-батыра (северный вестибюль).

## Ближайшие объекты
- Железнодорожный вокзал Алматы 2.
- Автовокзал Саяхат.
- Торговый центр Мерей.

## Строительство станции
Ниже представлены наиболее значимые события:
- 7 сентября 1988 года — был вынут первый ковш на строительстве Алма-Атинского метрополитена.
- Октябрь 1989 года — начало механизированной проходки тоннеля к станции Жибек Жолы.
- Январь 1993 года — закончена проходка левого перегонного тоннеля до станции Жибек Жолы.
- Февраль 1993 года — закончена проходка левого перегонного тоннеля до станции Жибек Жолы.
- Январь 2008 года — станционный комплекс готов на 90 %. Станцию уже соединили с тоннелями и закрывают перекрытиями. Последний уровень идёт практически на уровне проезжей части. Площадка не соединена с электродепо. На площадке депо начато строительство.
- Апрель 2008 года — на станции началась отделка левкасом.
- Май 2008 года — началась разборка ТПК ЩН1М (2-й тоннельный отряд).
- Сентябрь 2008 года — началось строительство подземного перехода на пересечении улиц Райымбека и Фурманова с выходом на станцию.
- Апрель 2010 года — завершены работы по архитектурной отделке платформенной части станции, вестибюлей и входов. Работы по прокладке инженерных сетей выполнены на 90 %

### Галерея строительства

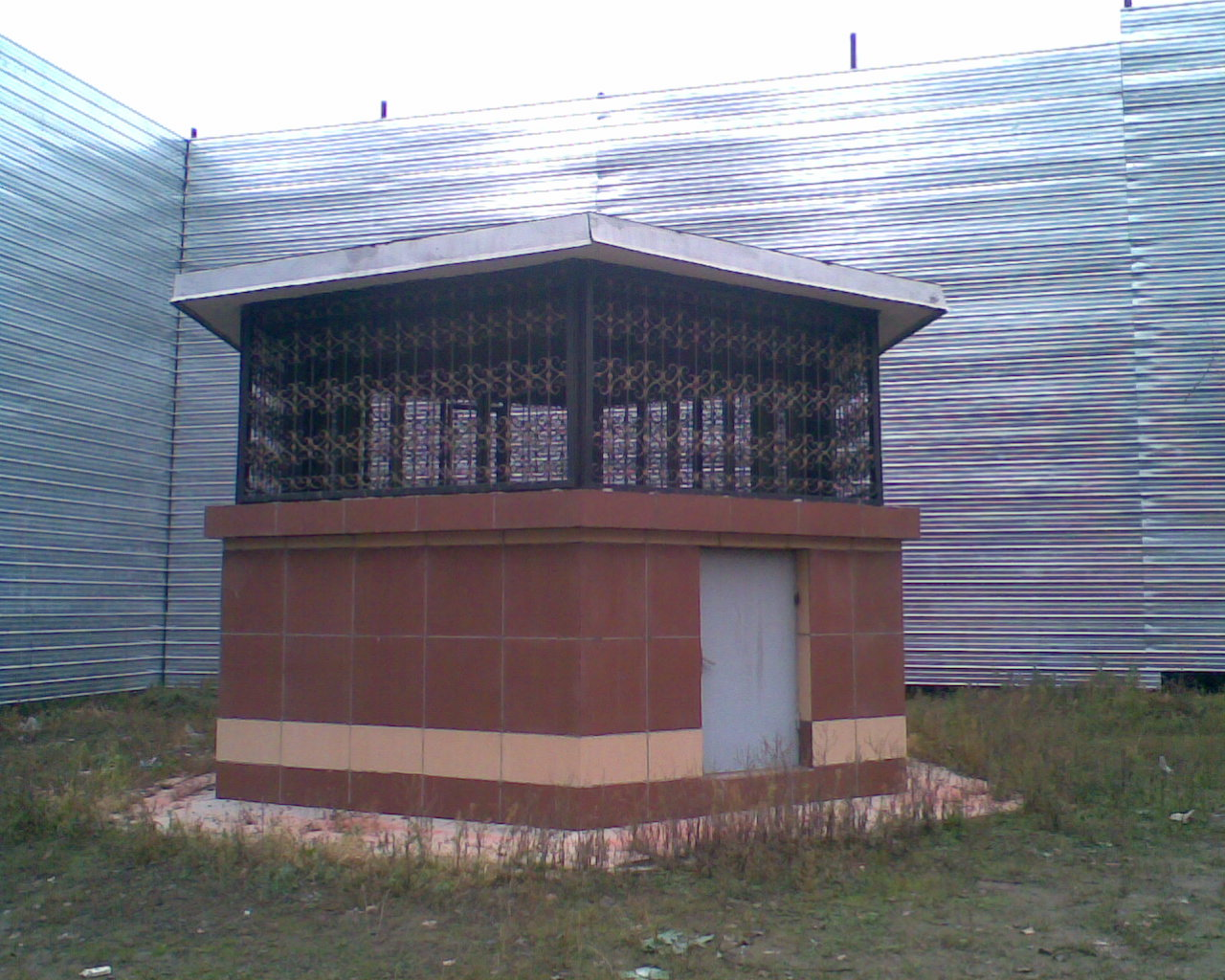
Вентоствол на пересечении улиц Фурманова и Маметовой между станциями «Жибек Жолы» и «Раимбека»
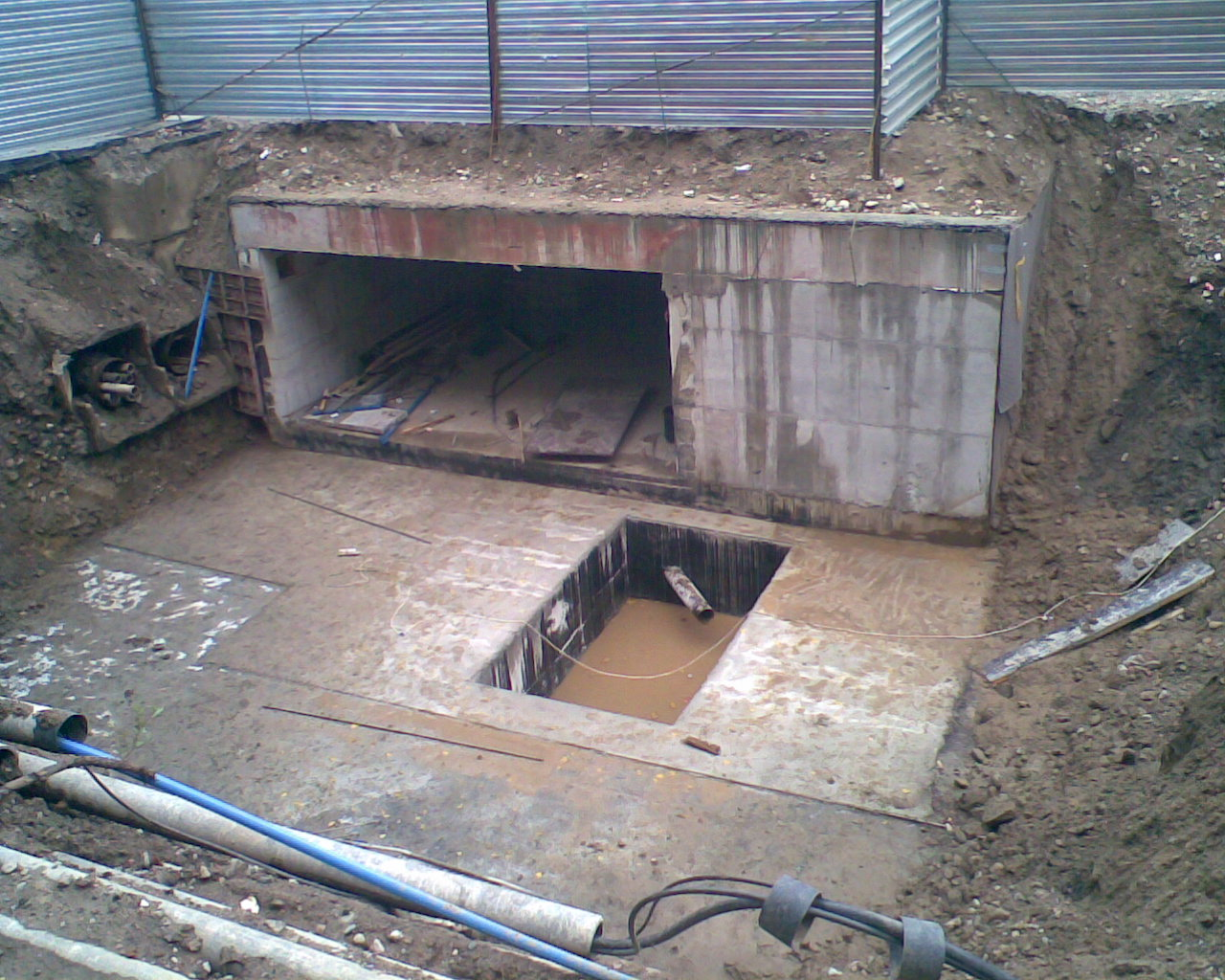
Строительство переходов под улицей Фурманова и проспектом Раимбека
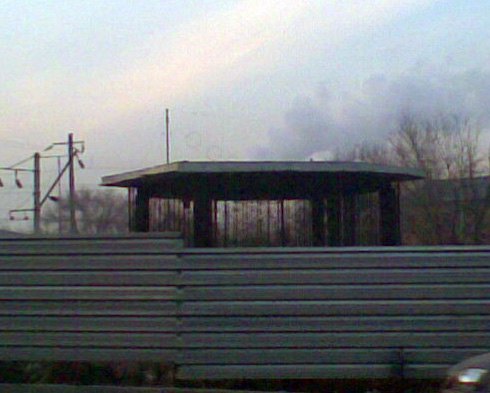
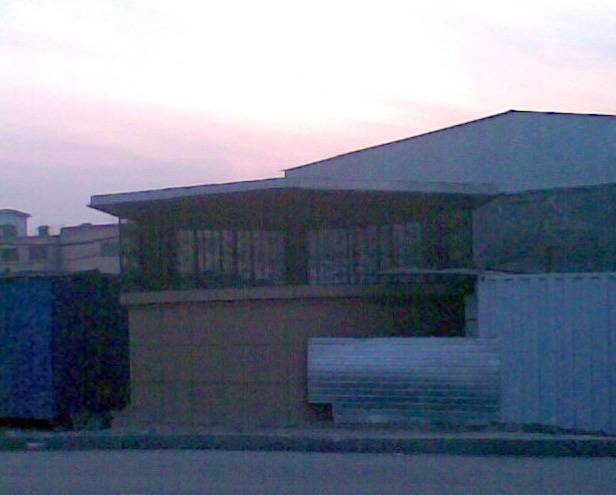
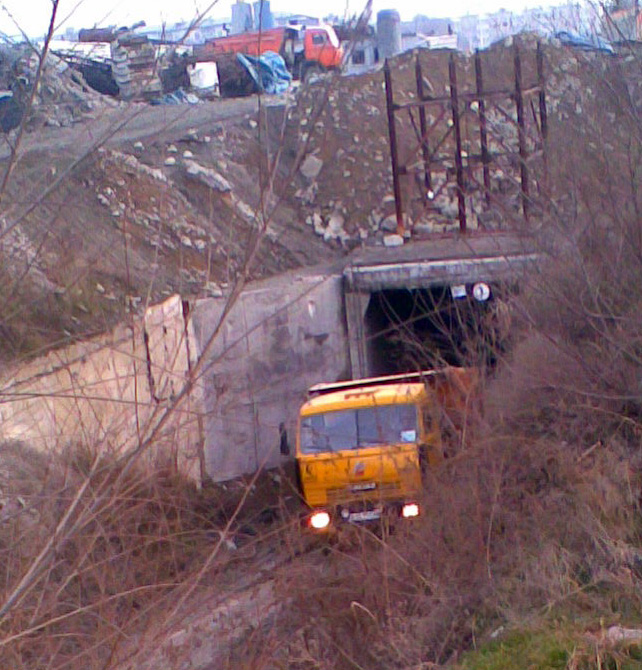
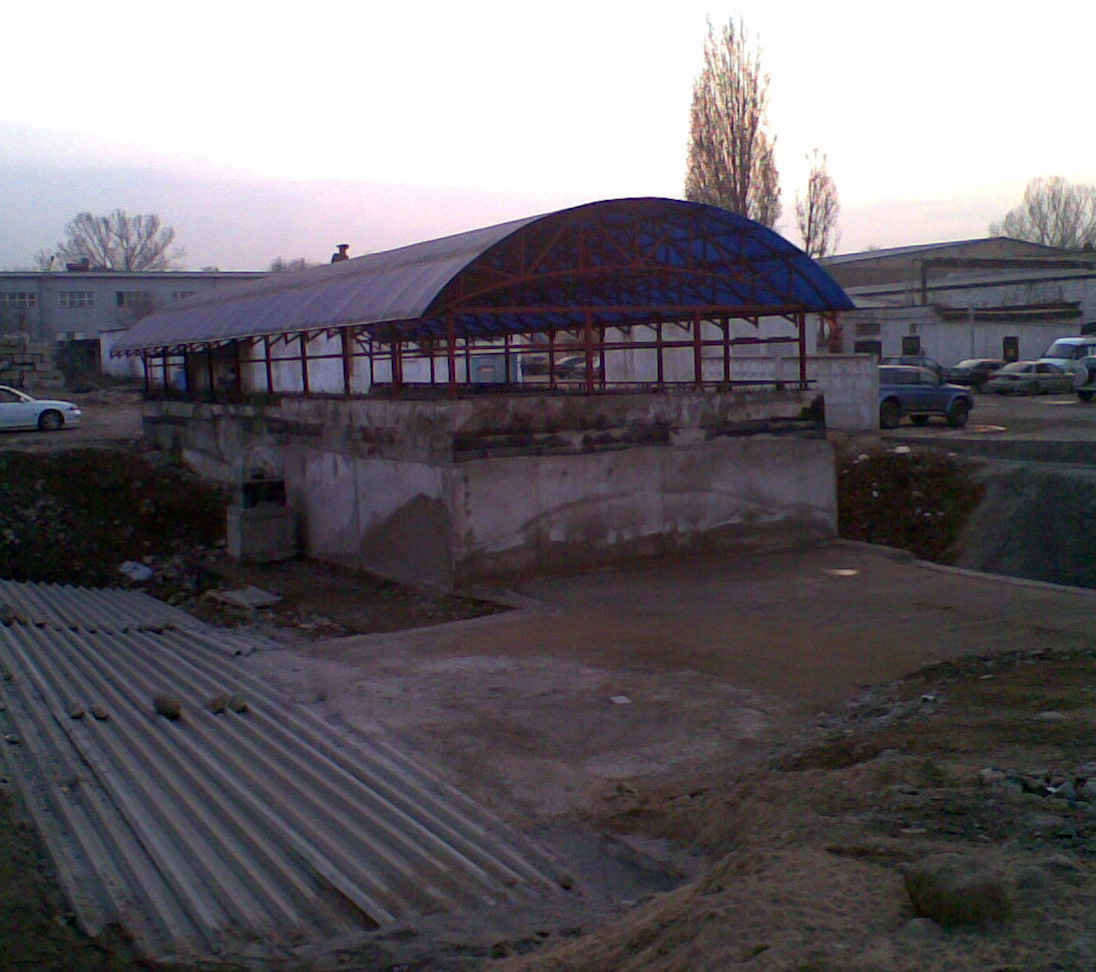
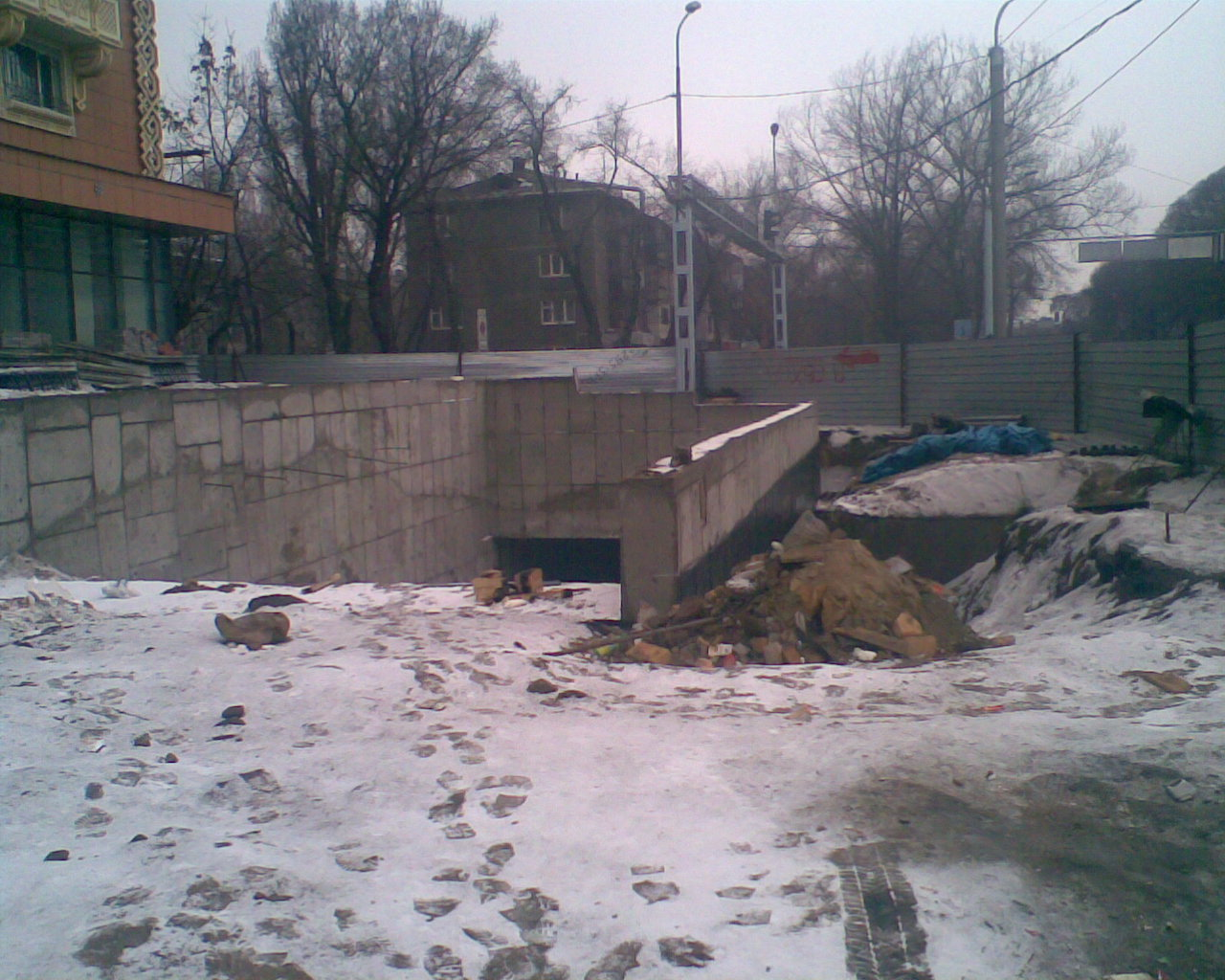
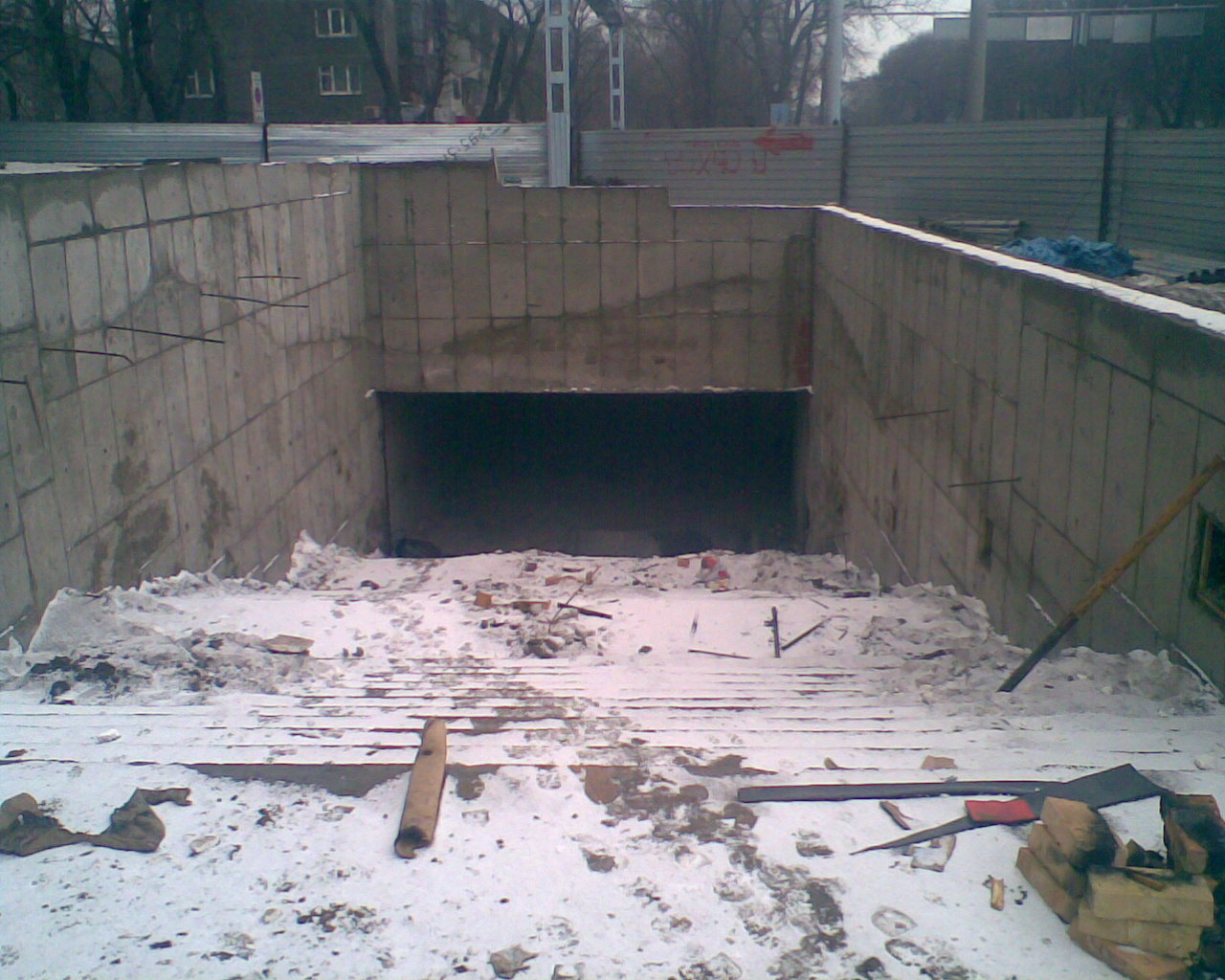